# Valentina (nome)
Valentina  è un nome proprio di persona italiano femminile.

## Varianti
- Maschili: Valentino[1][2][4]
- Ipocoristici: Vale, Tina[2]

### Varianti in altre lingue
- Bielorusso: Валянціна (Valjancina)[2]
- Bulgaro: Валентина (Valentina)[2]
  - Ipocoristici: Валя (Valja)[2]
- Ceco: Valentýna[2]
- Croato: Valentina[2]
- Francese: Valentine[2]
- Greco moderno: Βαλεντίνα (Valentina)[2]
- Inglese: Valentine[3], Valentina[3]
- Latino: Valentina[2]
- Lettone: Valentīna[2]
- Lituano: Valentina[2]
- Macedone: Валентина (Valentina)[2]
  - Ipocoristici: Тина (Tina)[2]
- Polacco: Walentyna[2]
- Rumeno: Valentina[2]
- Russo: Валентина (Valentina)[2][3]
  - Ipocoristici: Валя (Valja)[2]
- Slovacco: Valentína[2]
- Sloveno: Valentina[2]
  - Ipocoristici: Ina[2], Inja[2], Tina[2]
- Spagnolo: Valentina[2][3]
- Tedesco: Valentina[2]
- Ucraino: Валентина (Valentyna)[2]

## Origine e diffusione
È la forma femminile di Valentino, a sua volta derivato del nome Valente, interpretato dalle fonti come un patronimico ("discendente/appartenente a Valente") oppure come un diminutivo.
In Italia il nome, comunque già usato in precedenza, ha ricevuto notevole spinta grazie al successo di Valentina, la serie a fumetti di Guido Crepax; negli anni settanta si contavano, del nome, circa ventiseimila occorrenze. Nei paesi anglofoni è in uso sia nella forma Valentine, attestata occasionalmente dal XVI secolo, sia nella forma Valentina, documentata dal XVII secolo

## Onomastico
L'onomastico si può festeggiare in memoria di diverse sante, alle date seguenti:
- 15 luglio, santa Valentina, venerata a Nevers[5]
- 25 luglio, santa Valentina, martire a Cesarea marittima con Tea e Paolo sotto Massimiano[1][5]
- 24 ottobre, santa Valentina, martire ad Efeso con Marco e Soterico[5]

È frequente anche che l'onomastico venga festeggiato il 14 febbraio, in onore del ben più noto san Valentino.

## Persone

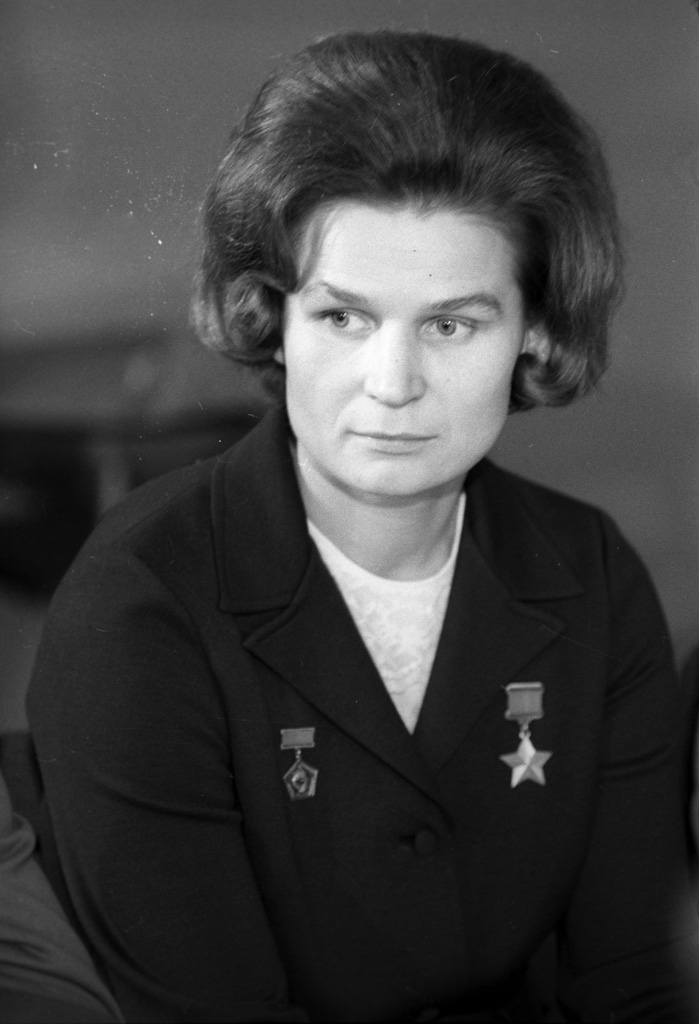
Valentina Tereškova

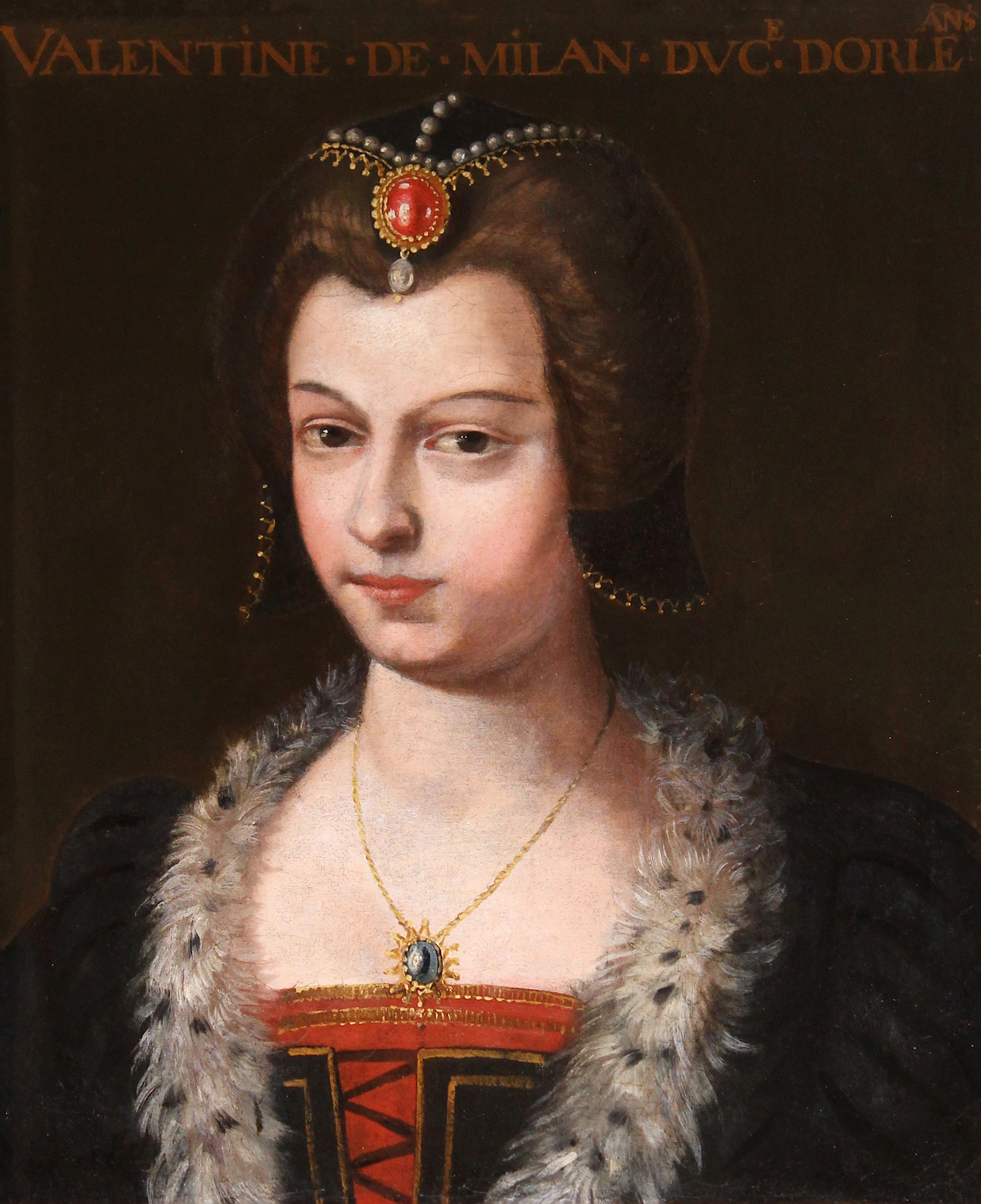
Valentina Visconti

- Valentina Arrighetti, pallavolista italiana
- Valentina Borisenko, scacchista russa
- Valentina Cernoia, calciatrice italiana
- Valentina Cervi, attrice italiana
- Valentina Cortese, attrice italiana
- Valentina Corti, attrice italiana
- Valentina Favazza, doppiatrice italiana
- Valentina Fortunato, attrice italiana
- Valentina Frascaroli, attrice italiana
- Valentina Giacinti, calciatrice italiana
- Valentina Giovagnini, cantante e musicista italiana
- Valentina Lodovini, attrice italiana
- Valentina Marchei, pattinatrice artistica su ghiaccio italiana
- Valentina Monetta, cantante sammarinese
- Valentina Nappi, pornoattrice italiana
- Valentina Persia, comica e attrice italiana
- Valentina Romeo, fumettista, illustratrice e giocatrice di biliardo italiana
- Valentina Tereškova, cosmonauta e politica russa
- Valentina Vezzali, schermitrice e politica italiana
- Valentina Visconti, duchessa d'Orleans

### Variante Valentyna
- Valentyna Cerbe-Nesina, biatleta ucraina
- Valentyna Lysycja, pianista ucraina
- Valentyna Semerenko, biatleta e fondista ucraina
- Valentyna Ševčenko, politica ucraina
- Valentyna Ševčenko, fondista ucraina

### Variante Valentine
- Valentine Demy, culturista, pornoattrice e attrice cinematografica italiana
- Valentine Grant, attrice statunitense
- Valentine Prucker, saltatrice con gli sci italiana

## Il nome nelle arti
- Vai Valentina è una canzone di Ornella Vanoni.
- Valentina è una canzone di Metrickz.
- Cara Valentina è una canzone di Max Gazzè.
- Valentina è un personaggio dei fumetti disegnato da Guido Crepax.
- Valentina è un personaggio della sit-com Disney Quelli dell'intervallo.
- Valentina è un personaggio della serie Pokémon.
- Valentina Bosco è un personaggio della soap opera CentoVetrine.
- Valentina Mela Verde era un fumetto pubblicato negli anni settanta sul Corriere dei piccoli illustrato da Grazia Nidasio.
- Valentina Rengoni è un personaggio della serie televisiva Una grande famiglia.
- Nella variante inglese del nome, My Funny Valentine è una canzone jazz di Richard Rodgers e Lorenz Hart, cantata, incisa o eseguita in versione strumentale da moltissimi artisti.